# Championnat du monde par équipes de snooker
Le championnat du monde par équipes de snooker est un ancien tournoi de snooker professionnel sur invitation disputé entre 1982 et 1987 et ne comptant pas pour le classement mondial. 

## Historique
Organisée par la WPBSA, la première édition oppose 29 paires et le tableau final est composé des 16 meilleures paires qui s'affrontent à Londres au Crystal Palace. Les Anglais Steve Davis et Tony Meo s'imposent 13 manches à 2 face aux Gallois Terry Griffiths et Doug Mountjoy. À partir de l'année suivante, le tournoi est délocalisé au Derngate Centre de Northampton. Davis et Meo sont les plus victorieux avec au total 4 succès. 	Alex Higgins et Jimmy White remportent l'édition 1984 et Mike Hallett et Stephen Hendry la dernière en 1987.

## Palmarès
| Année                                       | Ville                                       | Vainqueur                                   | Finaliste                                   | Score                                       | Saison                                      |
| Championnat du monde par équipes de snooker | Championnat du monde par équipes de snooker | Championnat du monde par équipes de snooker | Championnat du monde par équipes de snooker | Championnat du monde par équipes de snooker | Championnat du monde par équipes de snooker |
| ------------------------------------------- | ------------------------------------------- | ------------------------------------------- | ------------------------------------------- | ------------------------------------------- | ------------------------------------------- |
| 1982                                        | Londres                                     | Steve Davis Tony Meo                        | Terry Griffiths Doug Mountjoy               | 13-2                                        | 1982-1983                                   |
| 1983                                        | Northampton                                 | Steve Davis Tony Meo (2)                    | Tony Knowles Jimmy White                    | 10-2                                        | 1983-1984                                   |
| 1984                                        | Northampton                                 | Alex Higgins Jimmy White                    | Cliff Thorburn Willie Thorne                | 10-2                                        | 1984-1985                                   |
| 1985                                        | Northampton                                 | Steve Davis Tony Meo (3)                    | Tony Jones Ray Reardon                      | 12-5                                        | 1985-1986                                   |
| 1986                                        | Northampton                                 | Steve Davis Tony Meo (4)                    | Mike Hallett Stephen Hendry                 | 12-3                                        | 1986-1987                                   |
| 1987                                        | Northampton                                 | Mike Hallett Stephen Hendry                 | Cliff Thorburn Dennis Taylor                | 12-8                                        | 1987-1988                                   |